# Dimitrie P. Vioreanu
Dimitrie Paul Vioreanu (n. 1831 – d. 22 octombrie 1881, București) a fost un politician și ministru român, ministru al justiției în guvernul Nicolae Kretzulescu 1.
1. ↑   https://www.conspect.ro/pers_detalii.php?id_pers=2267&prenume_pers=Dimitrie%20Paul&nume_pers=VIOREANU, accesat în 8 septembrie 2024 Lipsește sau este vid: |title= (ajutor)
2. ↑   https://www.enciclopediaromaniei.ro/wiki/Dimitrie_P._Vioreanu, accesat în 8 septembrie 2024 Lipsește sau este vid: |title= (ajutor)